# Heleșteni (Iași)
Heleșteni è un comune della Romania di 2 677 abitanti, ubicato nel distretto di Iași, nella regione storica della Moldavia.
Il comune è formato dall'unione di 4 villaggi: Hărmăneasa, Heleșteni, Movileni, Oboroceni.